# 1370 Hella
1370 Hella (1935 QG) là một tiểu hành tinh vành đai chính được phát hiện ngày 31 tháng 8 năm 1935 bởi Reinmuth, K. ở Heidelberg.